# 196938 Delgordon
196938 Delgordon este un asteroid din centura principală de asteroizi.

## Descriere
196938 Delgordon este un asteroid din centura principală de asteroizi. A fost descoperit pe 22 octombrie 2003 la Junk Bond Observatory de David Healy (astronom). Asteroidul prezintă o orbită caracterizată de o semiaxă mare de 3,18 ua, o excentricitate de 0,16 și o înclinație de 6,6° în raport cu ecliptica.